# Vicent Tamarit Rius
Vicent Tamarit Rius (València, 1953) és un guionista, director i productor de cinema i de televisió valencià. Va estudiar Filologia Anglesa a la Universitat de València i cinema documental i educatiu a la School of Education Bristol Polytechnic. A finals de la dècada del 1970 va treballar com a ajudant de direcció a Anglaterra, el 1981 es va traslladar a Madrid i el 1982 es va establir a València. El 1984 fou contractat com a guionista de documentals al Centre Regional de RTVE al País Valencià, però el 1985 treballà per a la productora publicitària Clap Producciones SA.
El 1988 va treballar com a productor i realitzador dels programes Llocs i Paratges i Vostè Parla a RTVV. A començament de la dècada del 1990 va debutar com a director de cinema amb El hombre de la nevera, però degut al poc èxit torna a RTVV, on és nomenat director de Canal 9 el 1995-1996. El 1997 va treballar com a director de projectes per Diagonal TV a Barcelona, fins que el 2001 tornà a València, on va treballar per diverses productores i va exercir com a professor de comunicació audiovisual a la Universitat Politècnica de València. Del 2005 al 2009 fou president del la Federació Valenciana de l’Audiovisual i del 20’13 al 2017 president executiu de la Mostra Viva Cinema del Mediterrani.

## Filmografia
- El hombre de la nevera (1993)
- L'Ovidi: El making of de la pel·lícula que mai es va fer (2016)
- El misterio del Pink Flamingo (2020).